# Перевалова (деревня)
Перева́лова — деревня в Алапаевском районе Свердловской области России, входящая в Махнёвское муниципальное образование.

## География
Деревня расположена в 70 километрах к север от города Алапаевска (в 88 километрах по автодороге), на левом берегу реки Тагил, напротив восточной окраины пгт Махнёво. Восточнее деревни проходит историческая Богословско-Сосьвинская железная дорога (ныне Восточно-Уральская рокада Свердловской железной дороги), а в 2 километрах к югу от Переваловой, на противоположном берегу Тагила, находится железнодорожная  станция Ерзовка. Расположен мост через реку Тагил.

## Население
| 2002 | 2010 |
| ---- | ---- |
| 39   | ↗46  |

## Церковь
По мнению Н. Н. Бурлаковой, сохранившаяся часть здания является алтарной частью храма большего размера.